# Buddleja saligna
Buddleja saligna là một loài thực vật có hoa trong họ Huyền sâm. Loài này được Willd. mô tả khoa học đầu tiên năm 1809.